# 强壮纤巨口鱼
强壮纤巨口鱼（学名：Leptostomias robustus）为輻鰭魚綱巨口魚目巨口鱼科纤巨口鱼属的鱼类。分布于日本以及东海冲绳海槽等，屬深海魚類，體長可達33公分。该物种的模式产地在日本骏河湾。

## 扩展阅读
維基物種上的相關：强壮纤巨口鱼